# Lexus LS

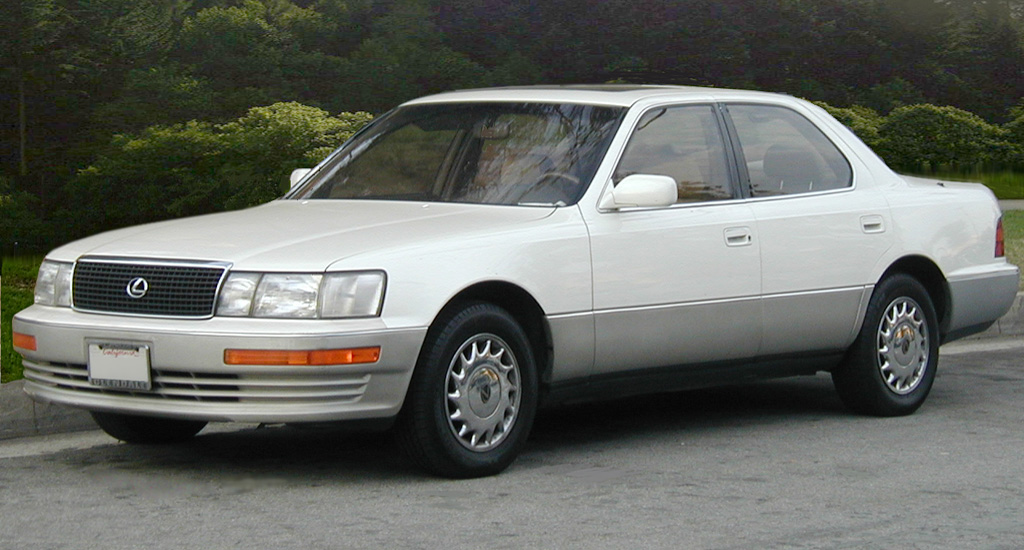
La primera generación del Lexus LS.

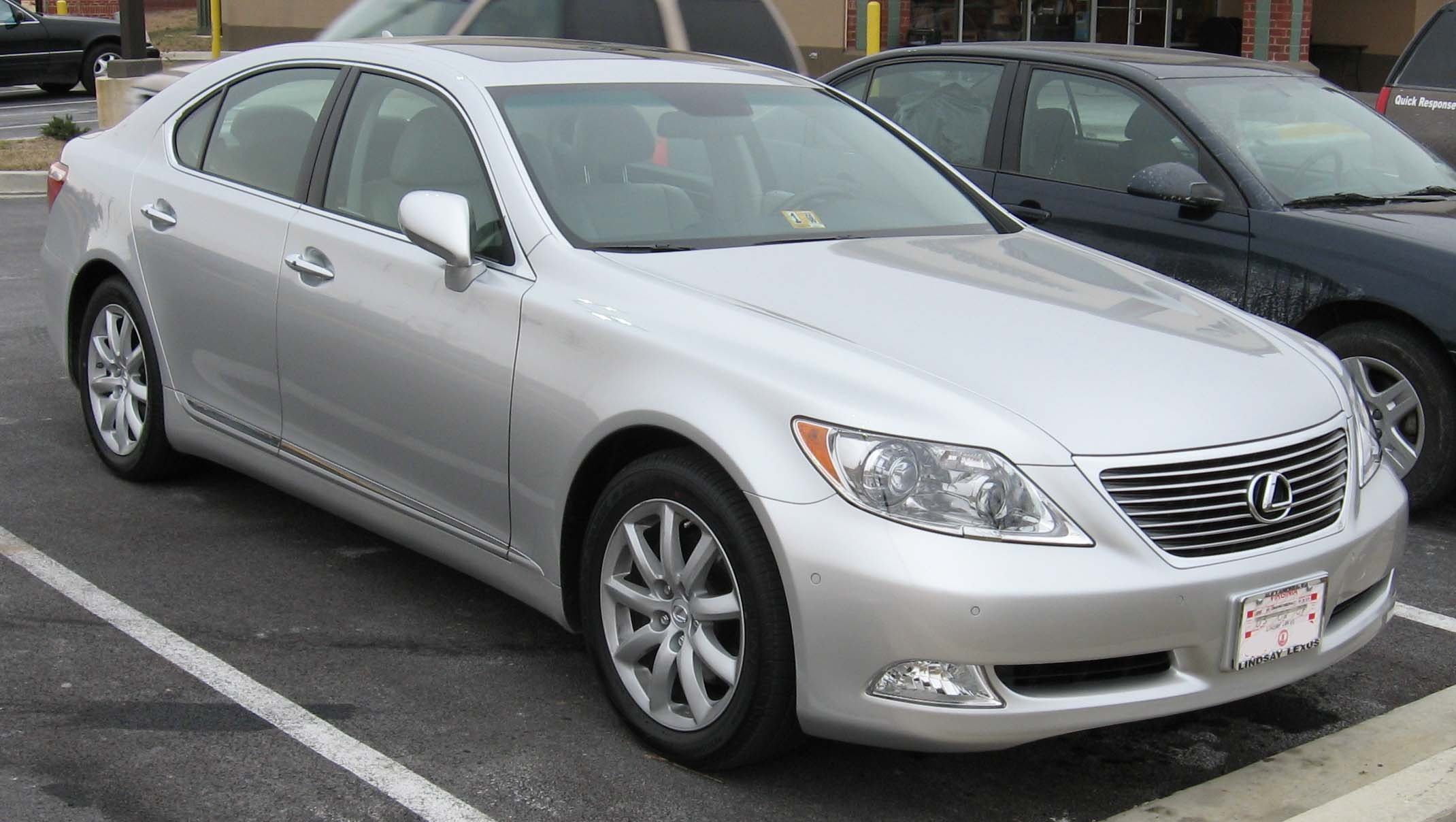
La cuarta generación del Lexus LS.

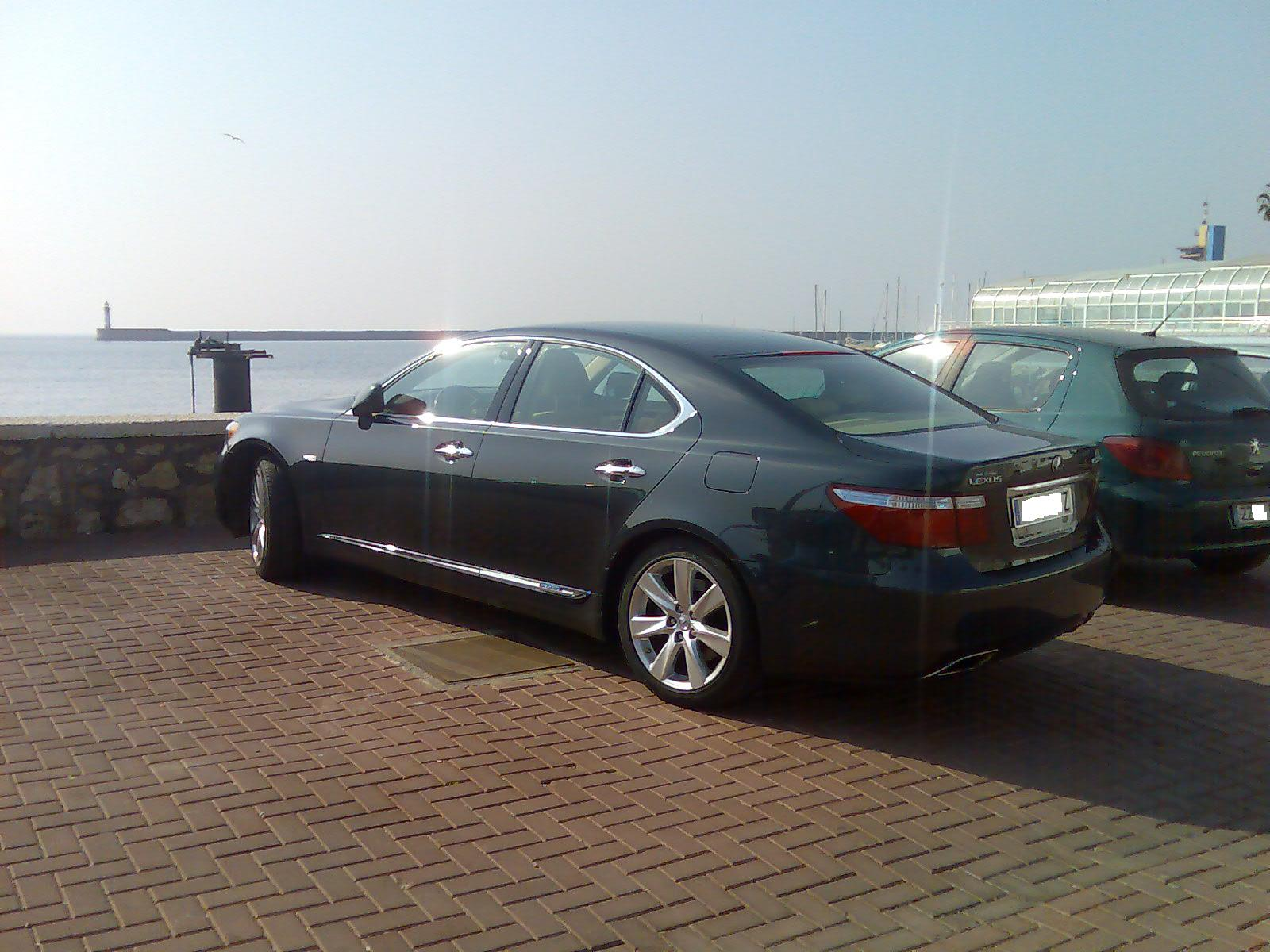
Versión híbrida del modelo, el Lexus LS600h.

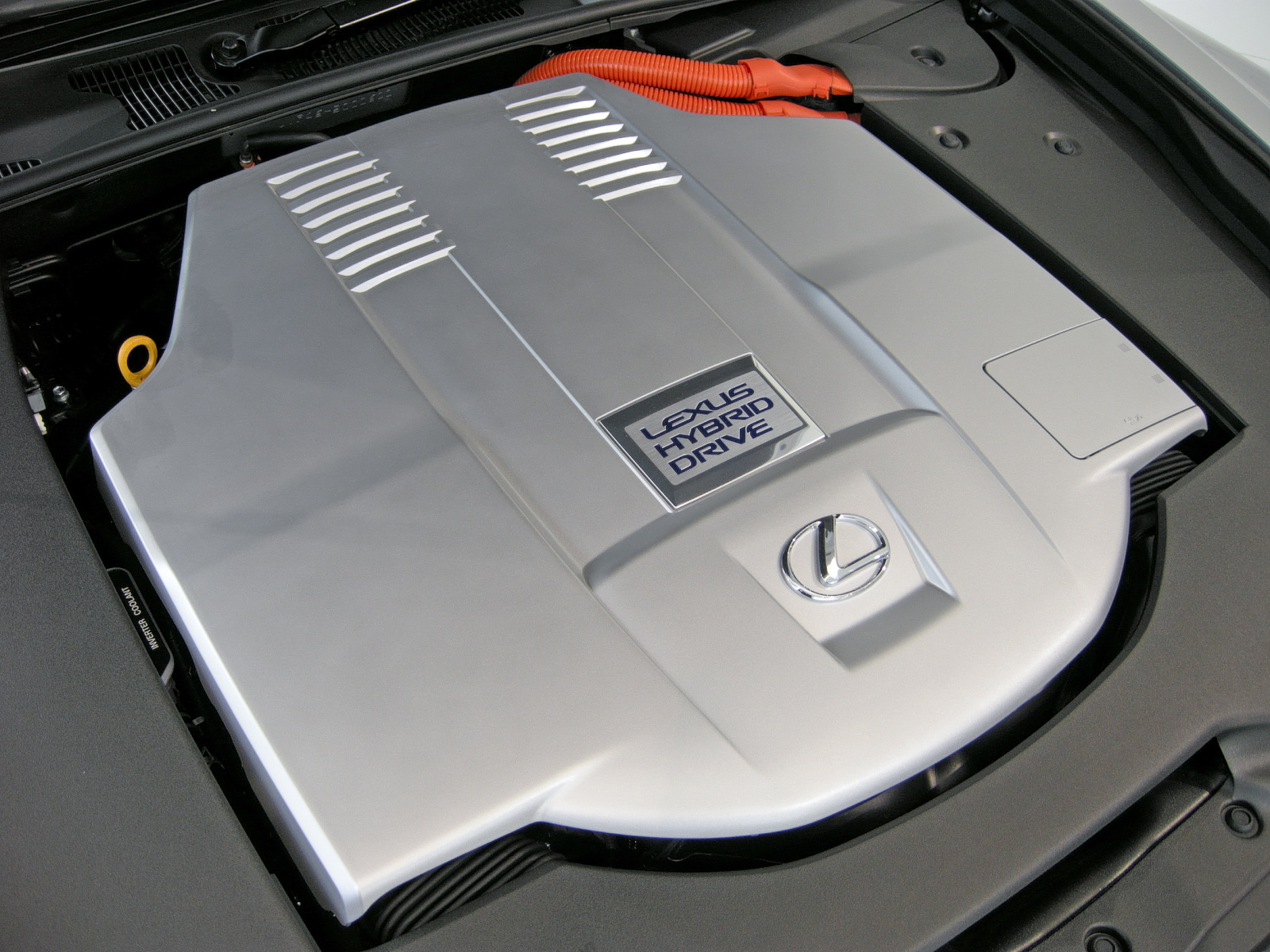
V8 del LS600h.

El Lexus LS es un automóvil del segmento F producido por el fabricante japonés Lexus. Fue uno de los dos primeros modelos de la marca, pensado para rivalizar con los Audi A8, BMW Serie 7, Maserati Quattroporte y Mercedes-Benz Clase S. Al igual que ocurrió con otros modelos de Lexus, las tres primeras generaciones del LS se vendieron en Japón bajo la marca Toyota, en este caso el Toyota Celsior.
Es un sedán de cuatro puertas y cinco plazas con motor delantero longitudinal y transmisión a propulsión. Las cuatro generaciones del LS fueron lanzadas en los años 1989, 1995, 2000 y 2006, todas ellas con motores de gasolina V8. El LS ha sido destacado por la prensa automotriz por sus innovaciones tecnológicas de confort, seguridad, calidad de materiales y terminaciones.
La cuarta y actual generación del LS fue presentada oficialmente en el Salón del Automóvil de Detroit de 2006, y es la primera en ofrecer dos motorizaciones. Además de un 4.6 litros de 380 CV de potencia máxima ("LS 460"), el LS se ofrece en una versión híbrida ("LS 600h") que combina un motor gasolina de 5.0 litros con un motor eléctrico, que en conjunto alcanzan una potencia máxima de 445 CV.

## Historia
Lexus LS 400
El Lexus LS (Luxury Sedan o Sedán de Lujo) empezó, como casi todo ocurre, de una acumulación de motivos y circunstancias de raras coincidencias, pero más que nada por el afán de superación que encierra en sí misma la filosofía de Toyota (léase Toyotismo) de innovar constantemente pero siempre con simplicidad.
El ingeniero en jefe del proyecto fue Ichiro Suzuki y además se formó un grupo compuesto de 60 diseñadores, 1400 ingenieros y el doble de técnicos.

## Costo y reconocimiento
El proyecto tuvo un costo final de más de 1000 millones de US$, lo que demuestra la fuerza de la filosofía tomada por Toyota de trabajar en el proyecto y alcanzar el objetivo trazado sin compromisos.
El vehículo fue lanzado en marzo de 1989 y puesto a la venta en septiembre del mismo año en los Estados Unidos.
Desde entonces ha ganado muchos premios, incluido análisis de calidad inicial y fiabilidad. Además de menciones especiales en las revistas especializadas, entre otros muchos. 

## Generaciones
- (1989-1994) - LS 400 - Primera generación - En Japón tenía el nombre de Toyota Celsior, porque la marca Lexus en esos años era solo para exportación.[5]
- (1995-1999) - LS 400 - Segunda generación.[6]
- (2000-2005) - LS 430 - Tercera generación[7]
- (2006-2012) - LS 460 - Cuarta generación - Fue el primer modelo LS introducido en Japón con la marca Lexus.[8]
- (2013-2017) - LS 460 - Quinta generación.
- (2006-2012) - LS600 - Sexta generación- Ha sido desarrollado con dos variantes de carrocería, la normal (LS600) y la larga denominada "L" (LS600L) y lanzada en el 2006[9] e incorpora por primera vez una variante híbrida denominada LS600h lanzada en el año 2007.[10]
- (2013-2017) - LS600h
- (2017-presente) - LS500h - Séptima generación.